# Pierre Bousquet
Pierre Bousquet (1919 – 1991) fou un periodista i polític ultradretà francès. Un anterior corporal (Rottenführer) de la Divisió Carlemany de les Waffen-SS, Bousquet fou el primer tresorer i membre fundador del Front Nacional el 1972.

## Biografia
Pierre Bousquet va néixer el novembre 1919 s Gires. Esdevenia un membre del moviment de joventut del Mouvement Franciste el 1936. El 1941 Marcel Bucard el va nomenar director de l'oficina de Jeunesse française. El 25 d'agost de 1943, Bousquet es va unir a les Waffen-SS a Alsàcia i va acabar amb el grau de Caporal a la el Divisió Carlemany.
Després de la Caiguda de França l'agost de 1944, va intentar convèncer les tropes americanes que havia estat un membre forçat del Servei du travail obligatoire, i va ser designat per al càrrec d'arrestar i retornar a França antics col·laboracionistes. De nou a París el 1946, es va intentar infiltrar en moviments anti-comunistes amb antics membres de les Waffen-SS. Bousquet llavors va esdevenir un activista dins el moviment neofeixista Jeune Nation, liderat per Pierre Sidos a finals dels 1950s.
Un membre del magazin nacionalista Europe-Action, va reemplaçar Dominique Venner com a president del Ral·li Europeu per la Llibertat després de les eleccions legislatives de 1967. La seva integració, les relacions amb el partit neonazi alemany NPD i els actes organitzats entorn del Mein Kampf, van provocar una ona de resignacions al partit. El març de 1968, en una sessió extraordinària van expulsar Bousquet i Venner del projecte.
El 1967 Bousquet va crear el magazín nacionalista Militant amb Pierre Pauty. Fou un dels cofundadors del Front Nacional (FN) el 1972 i el seu primer tresorer. Bousquet va deixar el partit el 1980, amb motiu de l'assassinat de François Duprat el 1978. El 1983 va crear el Partit Nacionalista Francès amb l'antic membre de les Waffen-SS Jean Castrillo.
El 1986 va declarar que no veia el seu passat a les Waffen-SS com un error de juventut, però va condemnar les cambres de gas i la tortura Nazi d'una manera dubtosa: "assuming–and I mean assuming–that there were gas chambers and torture, I condemn them." Va afegir que continuaria defensant una "Europa blanca, des de Brest a Vladivostok".
Bousquet va morir el 1991.. Roger Holeindre i Roland Gaucher, cofundadors del FN, van ser presents al seu funeral. Era un neo-pagà.